# Щебёночная (станция)
Щебёночная— грузовая железнодорожная станция Волгоградского отделения Приволжской железной дороги, Фроловского района Волгоградской области. Станция относится к Краснолипковскому карьеру. Пассажирское сообщение отсутствует.